# Nephrolepis occidentalis
Nephrolepis occidentalis là một loài dương xỉ trong họ Nephrolepidaceae. Loài này được Kunze mô tả khoa học đầu tiên năm 1844.